# 比利時德語社群
比利時德語社群（德語：Deutschsprachige Gemeinschaft Belgiens，德語發音：[ˈdɔʏ̯tʃˌʃpʁaːxɪɡə ɡəˈmaɪ̯nʃaft ˈbɛlɡi̯əns]，縮寫為DG或DGB）是比利時三个社群之一，且是東比利時地區的主要部分（该地区市镇马尔默迪和韦姆属于法語社群），首府奥伊彭。德語社群面積約854平方公里，人口七萬多。在行政區劃上，德語社群位于列日省境內，與德國、荷蘭、盧森堡鄰國接壤。 

## 历史
1920年以前，東比利時地區原是德國境內普魯士一部份，但第一次世界大戰後，比利時經凡爾賽條約指示而作“償還區”（cantons rédimés）吞併。
1940年，当德国不宣而战攻入德语区时，当地居民以鲜花和食物欢迎这些德国军人，奥伊彭市政厅还悬挂出了这样一个标语：“Führer wir danken dir」（元首，我们感谢你）。这时候，比利时人才发现，在比利时统治下20年來让当地居民变为“比利时好国民”的政策彻底失败了。随后，当地8700人加入德军。1945年二战结束后，该地区再次归还比利时，当地曾经加入德军的男性公民都以“叛国罪”被比利时政府剥夺了比利时公民权。

## 政府
德語社群成立德语社群议会，並每五年委任新一屆主席領導的政府。現屆德語社群主席为奥利弗·帕施。

## 德語社群下属市镇

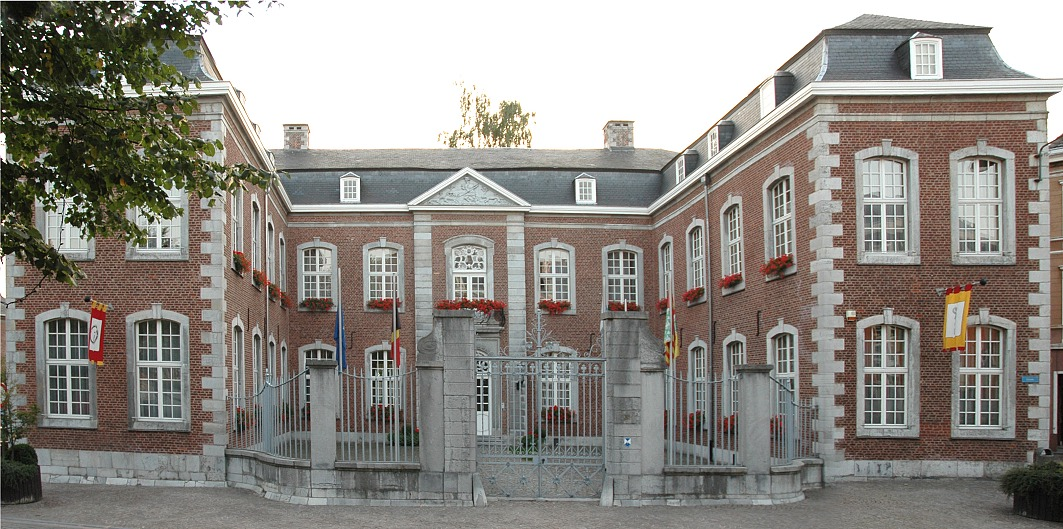
位于奥伊彭的德語社群議會及政府所在地

- 阿默尔（Amel）
- 比林根（Büllingen）
- 布格-罗伊兰（Burg-Reuland）
- 比特兴巴赫（Bütgenbach）
- 奥伊彭（Eupen）
- 凯尔米斯（Kelmis）
- 隆岑
- 拉伦
- 圣菲特（Sankt Vith）

## 外部連結
- 德語社群官方網站 （页面存档备份，存于）
- 德語社群議會 （页面存档备份，存于）